# Brahminok

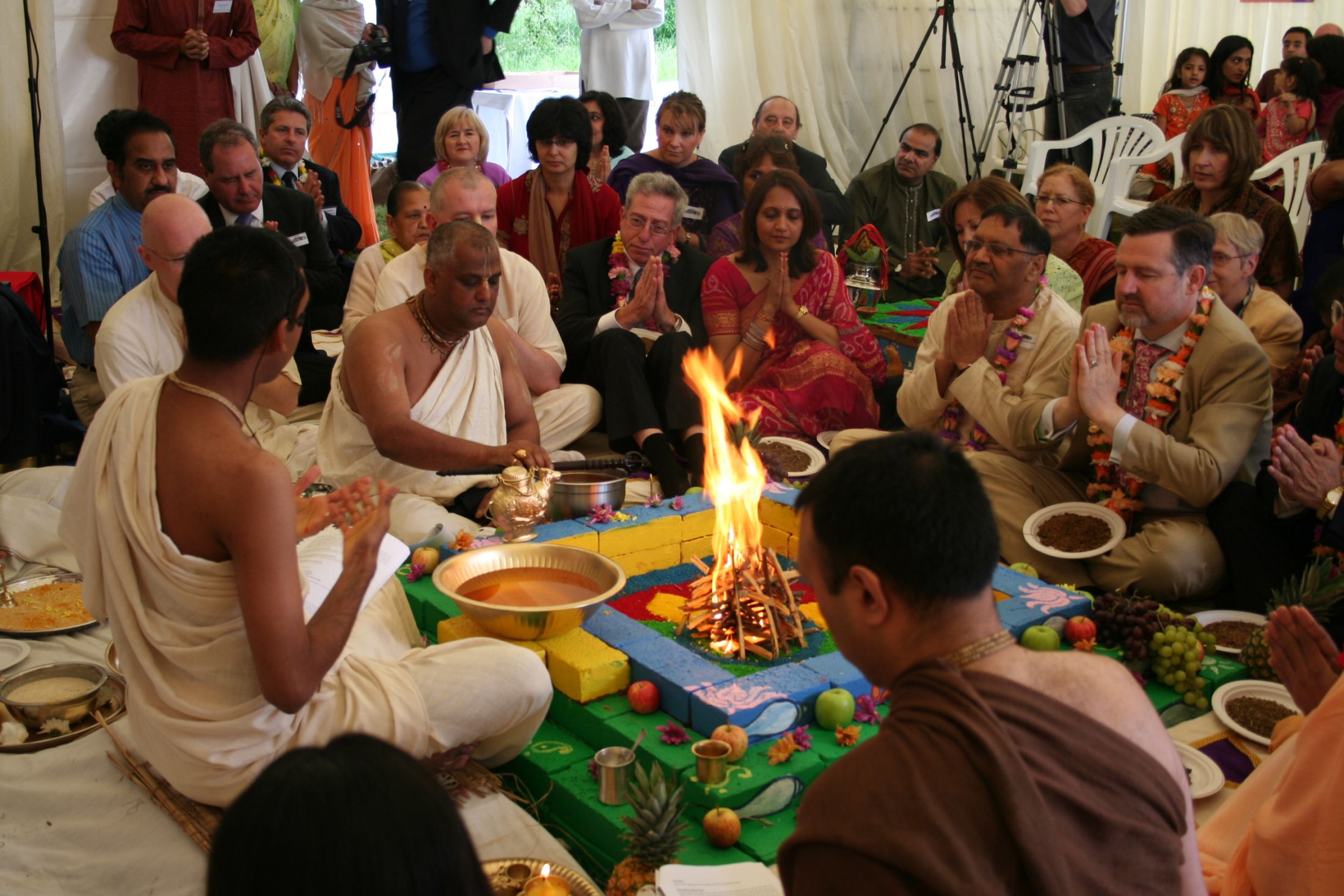
Brahmin papok (fehérben) tűz rituálét (jadzsna) végeznek egy családi ünnepen

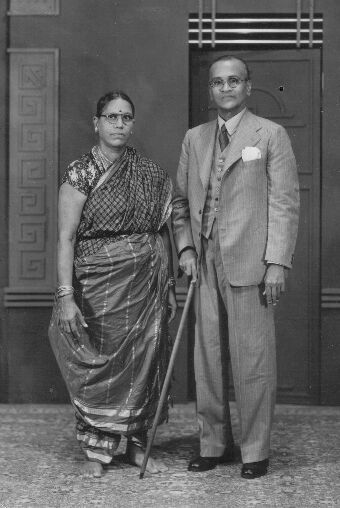
Madrasi brahmin kasztbeli pár 1945 körül

A brahmin vagy bráhman(a) (  Szanszkrit:  ब्राह्मण) a négy főbb társadalmi kasztra (szanszkrit varnára /वर्ण/) és a kaszton kívüliekre tagozódó indiai kasztrendszer legfelsőbb kasztjának tagja. 
A brahminok tradicionális foglalkozásuk szerint papok voltak a hindu templomokban, vagy társadalmi-vallási szertartásokon és rítusok szertartásán, például himnuszokkal és imákkal együttjáró esküvők ünneplésénél 
de a kasztot a nevelők, tanítók, törvényhozók, tudósok, kereskedők is képezték. 
1931-ben, a legutóbbi olyan népszámláláskor, amikor a kasztokat is bejegyezték, az indiai lakosság 4,32 százalékát tették ki.

## Szakirodalom
- Bayly, Christopher Alan. Rulers, Townsmen, and Bazaars: North Indian Society in the Age of British Expansion, 1770-1870 (angol nyelven). Cambridge University Press (1983). ISBN 9780521310543
- Jaffrelot, Christophe. India's silent revolution: the rise of the lower castes in North India (angol nyelven). New York: Columbia University Press (2003). ISBN 978-0231127868. OCLC 50064516
- Crooke, William. The Tribes and Castes of the North-Western Provinces and Oudh (angol nyelven). 6A, Shahpur Jat, New Delhi-110049, India: Asian Educational Services (1999). ISBN 8120612108